# Leon (Oklahoma)
Leon est une ville du comté de Love, dans l'État d'Oklahoma, aux États-Unis,. En 2010, elle compte une population de 91 habitants.

## Démographie
Lors du recensement de 2010, la ville comptait une population de 91 habitants, tandis qu'en 2019, elle est estimée à 100 habitants.